# Partidas
Partidas är en ort i Mexiko.   Den ligger i kommunen Celaya och delstaten Guanajuato, i den centrala delen av landet, 210 km nordväst om huvudstaden Mexico City. Partidas ligger 1 763 meter över havet och antalet invånare är 164.
Terrängen runt Partidas är kuperad söderut, men norrut är den platt. Runt Partidas är det tätbefolkat, med 849 invånare per kvadratkilometer. Närmaste större samhälle är Celaya, 7,0 km norr om Partidas. Trakten runt Partidas består till största delen av jordbruksmark.